# مجلس الإستقرار المالي
مجلس الإستقرار المالي ( FSB ) هي هيئة دولية تراقب وتقدم توصيات حول النظام المالي العالمي. تم تأسيسها بعد قمة مجموعة العشرين 2009 الثانية بلندن في أبريل 2009 كخليفة لمنتدى الاستقرار المالي (FSF). يضم مجلس الإدارة جميع الاقتصاديات الرئيسية لمجموعة العشرين، وأعضاء منتدى الاستقرار المالي، والمفوضية الأوروبية. يقع مقره في بازل بسويسرا، والذي يستضيفه ويموله بنك التسويات الدولية.

## نظرة عامة
يمثل أول ابتكار مؤسسي عالمي رئيسي لقادة مجموعة العشرين. وصفه وزير الخزانة الأمريكي تيم غايتنر بأنه «في الواقع، ركيزة رابعة» لهيكل الإدارة الاقتصادية العالمية. تم تعيينه لعدد من المهام الهامة، والعمل جنبا إلى جنب مع صندوق النقد الدولي و البنك الدولي، و منظمة التجارة العالمية. رئيس مجلس الإدارة هو الكندي مارك كارني، محافظ بنك إنجلترا.
على عكس معظم المؤسسات المالية متعددة الأطراف، يفتقر إلى شكل قانوني وأي سلطة رسمية، نظرًا لأن ميثاقه هو مذكرة تفاهم غير رسمية وغير ملزمة للتعاون اعتمدها أعضاؤه.

### عضوية
لديه 68 مؤسسة عضو، تضم وزارات المالية والبنوك المركزية والهيئات الرقابية والتنظيمية من 25 ولاية قضائية بالإضافة إلى 10 منظمات دولية وهيئات وضع المعايير، و 6 مجموعات استشارية إقليمية تصل إلى 65 ولاية قضائية أخرى حول العالم.
الأعضاء يشملون:
| - الأرجنتين - أستراليا - البرازيل - كندا - الصين - فرنسا - ألمانيا - هونغ كونغ | - الهند - إندونيسيا - إيطاليا - اليابان - المكسيك - هولندا - روسيا - السعودية | - سنغافورة - جنوب إفريقيا - كوريا الجنوبية - إسبانيا - سويسرا - تركيا - المملكة المتحدة - الولايات المتحدة |

المنظمات

- بنك التسويات الدولية
- البنك المركزي الأوروبي
- المفوضية الاوروبية
- صندوق النقد الدولي
- منظمة التعاون الاقتصادي والتنمية
- البنك الدولي

الهيئات وضع المعايير

- لجنة بازل للرقابة المصرفية
- الرابطة الدولية لمشرفي التأمين
- المنظمة الدولية لهيئات الأوراق المالية